# Arnaud Démare
Arnaud Démare (Beauvais, Oise, 26 de agosto de 1991) é um ciclista francês que desde o ano 2012 corre para a equipa francesa Groupama-FDJ.
Especialista em sprint, é campeão do mundo sub-23 em 2011, campeão da França em estrada em 2014, 2017 e 2020 e ganhador do Vattenfall Cyclassics de 2012 e Milão-Sanremo de 2016.
Nas grandes voltas, é ganhador de etapas no Tour de France e no Giro d'Italia.
Terminou na trigésima posição na prova de estrada individual nos Jogos Olímpicos de Verão de 2012 em Londres.

## Biografia

### 2019: Primeira vitória de etapa no Giro de Itália
Abriu a sua racha ganhadora a 21 de maio, onde ganhou a sua primeira vitória no Giro d'Italia durante a décima etapa. Ganhou em frente a Elia Viviani e Caleb Ewan, aproveitando uma queda que desorganizou completamente ao pelotão uns metros antes do final.

## Estilo
Arnaud Démare é um corredor especialista em finais ao sprint. Principalmente corre as suas corridas com colegas de equipa dedicados a preparar as chegadas como Mickaël Delage. Também é um corredor que se defende em provas de pavé e clássicas de um dia, como o são as clássicas belgas e do norte de França.

## Palmarés
| - 2010 (como amador) - Grande Prêmio da Villa de Pérenchies - 2 etapas da Coupe des Nations Ville Saguenay - 2011 (como amador) - La Côte Picarde - 2 etapas da Coupe des Nations Ville Saguenay - G. P. de Pont à Marcq-Ronde-a Pévèloise - 1 etapa do Tour de Alsacia - Campeonato Mundial em Estrada sub-23 - 2012 - 1 etapa do Tour de Catar - Le Samyn - 1 etapa dos Três Dias de Flandres Ocidental - Grande Prêmio Cholet-Pays de Loire - 1 etapa da Ruta del Sur - 2.º no Campeonato da França em Estrada - Vattenfall Cyclassics - 2013 - Grande Prêmio de Denain - Quatro Dias de Dunquerque, mais 3 etapas - 1 etapa da Volta à Suíça - RideLondon-Surrey Classic - 1 etapa do Eneco Tour - Grande Prêmio de Isbergues - 2014 - 1 etapa do Tour de Catar - Quatro Dias de Dunquerque, mais 2 etapas - Tour de Picardie, mais 2 etapas - Halle-Ingooigem - Campeonato da França em Estrada - Campeonato de Flandres - Grande Prêmio de Isbergues - Tour de Eurométropole, mais 3 etapas - 2015 - 2 etapas da Volta à Bélgica | - 2016 - 1 etapa de A Méditerranéenne - 1 etapa da Paris-Nice - Milão-Sanremo - 1 etapa da Ruta del Sur - Binche-Chimay-Binche - 2017 - 2 etapas da Estrela de Bessèges - 1 etapa da Paris-Nice - Grande Prêmio de Denain - 1 etapa dos Quatro Dias de Dunquerque - 1 etapa do Critério do Dauphiné - Halle-Ingooigem - Campeonato da França em Estrada - 1 etapa do Tour de France - Brussels Cycling Classic - 2018 - 1 etapa da Paris-Nice - 1 etapa da Volta à Suíça - 1 etapa do Tour de France - Tour de Poitou-Charentes, mais 5 etapas - 2019 - 1 etapa do Giro d'Italia - 2 etapas da Estrada de Occitânia - 1 etapa do Tour de Valônia - 1 etapa do Tour da Eslováquia - 2020 - Milano-Torino - Tour de Valônia, mais 2 etapas - Campeonato da França em Estrada - 2.º no Campeonato Europeu em Estrada - Tour Poitou-Charentes em Nova Aquitania, mais 3 etapas - 1 etapa do Tour do Luxemburgo - 4 etapas do Giro d'Italia |

## Resultados

### Grandes Voltas
| Corrida | Corrida         | 2012 | 2013 | 2014  | 2015  | 2016 | 2017  | 2018  | 2019  | 2020 |
| ------- | --------------- | ---- | ---- | ----- | ----- | ---- | ----- | ----- | ----- | ---- |
|         | Giro d'Italia   | Ab.  | —    | —     | —     | Ab.  | —     | —     | 123.º |      |
|         | Tour de France  | —    | —    | 159.º | 138.º | —    | F. c. | 141.º | —     | —    |
|         | Volta a Espanha | —    | —    | —     | —     | —    | —     | —     | —     | —    |

### Clássicas, Campeonatos e J.O.
| Corrida              | Corrida              | 2012  | 2013            | 2014            | 2015            | 2016  | 2017            | 2018            | 2019            |
| -------------------- | -------------------- | ----- | --------------- | --------------- | --------------- | ----- | --------------- | --------------- | --------------- |
|                      | Milão-Sanremo        | —     | 129.º           | 34.º            | 127.º           | 1.º   | 6.º             | 3.º             | 32.º            |
| E3 BinckBank Classic | E3 BinckBank Classic | —     | —               | —               | —               | 101.º | —               | 56.º            | 34.º            |
| Gante-Wevelgem       | Gante-Wevelgem       | 143.º | 12.º            | 2.º             | 15.º            | 5.º   | 78.º            | 3.º             | 67.º            |
|                      | Volta à Flandres     | —     | 24.º            | Ab.             | 23.º            | Ab.   | 56.º            | 15.º            | 28.º            |
|                      | Paris-Roubaix        | —     | 90.º            | 12.º            | 37.º            | —     | 6.º             | 61.º            | 17.º            |
| J. O. (Rota)         | J. O. (Rota)         | 30.º  | Não se disputou | Não se disputou | Não se disputou | —     | Não se disputou | Não se disputou | Não se disputou |
| Mundial em Estrada   | Mundial em Estrada   | —     | —               | —               | 38.º            | Ab.   | —               | —               | —               |
| França em Estrada    | França em Estrada    | 2.º   | 20.º            | 1.º             | 50.º            | Ab.   | 1.º             | 14.º            | 11.º            |

—: Não participa 

Ab.: Abandona 

F. c.: desclassificado por "fora de controle"

X: Não se disputou

## Equipas
- FDJ (2011[1]-)
  - FDJ (2011)[1]
  - FDJ-Big Mat (2011-2012)
  - FDJ (2013)
  - Fdj.fr (2014)
  - FDJ (2015-2018)
  - Groupama-FDJ (2018-)